# 격동 30년
격동 30년 혹은 격동 삼십년은 MBC 표준FM의 다큐멘터리 드라마이다.

## 역대 방송시간
| 방송 채널  | 방송 기간                         | 방송 시간               |
| ---------- | --------------------------------- | ----------------------- |
| MBC 표준FM | 1988년 4월 1일 ~ 1989년 3월 12일  | 매일 오전 6:40 ~ 7:00   |
| MBC 표준FM | 1989년 3월 13일 ~ 1999년 3월 31일 | 매일 오전 11:40 ~ 11:57 |

## 성우진
- 진행·해설:김종성
- 권혁수
- 김기현
- 김용식
- 김태훈
- 박일
- 박신희
- 김서영
- 김혜경
- 이철용
- 최수진
- 신성호
- 이승환
- 이종오
- 이진수
- 탁재인
- 윤복성
- 최석필
- 엄현정
- 신성호
- 전임복
- 고성일
- 김강산
- 정희선
- 홍승옥
- 김기철
- 김동현
- 김명수
- 이상범
- 박태호
- 이도련
- 이상훈
- 정승현

| MBC 표준FM                 |                            |                     |
| 이전                       | 격동 30년                  | 다음                |
| MBC 초대석 김한길입니다    | 격동 30년                  | MBC 정오뉴스        |
| 오전 11시 10분 ~ 11시 40분 | 오전 11시 40분 ~ 11시 57분 | 낮 12시 ~ 12시 25분 |
| 전국방송                   | 전국방송                   | 전국방송            |

| MBC 표준FM                 |                            |                     |
| 이전                       | 격동 30년                  | 다음                |
| MBC 초대석 오숙희입니다    | 격동 30년                  | MBC 정오뉴스        |
| 오전 11시 10분 ~ 11시 40분 | 오전 11시 40분 ~ 11시 57분 | 낮 12시 ~ 12시 25분 |
| 전국방송                   | 전국방송                   | 전국방송            |

| MBC 표준FM                 |                            |                     |
| 이전                       | 격동 30년                  | 다음                |
| MBC 초대석 한선교입니다    | 격동 30년                  | MBC 정오뉴스        |
| 오전 11시 10분 ~ 11시 40분 | 오전 11시 40분 ~ 11시 57분 | 낮 12시 ~ 12시 25분 |
| 전국방송                   | 전국방송                   | 전국방송            |

| MBC 표준FM                 |                            |                     |
| 이전                       | 격동 30년                  | 다음                |
| MBC 초대석 안정효입니다    | 격동 30년                  | MBC 정오뉴스        |
| 오전 11시 10분 ~ 11시 40분 | 오전 11시 40분 ~ 11시 57분 | 낮 12시 ~ 12시 25분 |
| 전국방송                   | 전국방송                   | 전국방송            |

| MBC 표준FM                 |                            |                     |
| 이전                       | 격동 30년                  | 다음                |
| MBC 초대석 박경재입니다    | 격동 30년                  | MBC 정오뉴스        |
| 오전 11시 10분 ~ 11시 40분 | 오전 11시 40분 ~ 11시 57분 | 낮 12시 ~ 12시 25분 |
| 전국방송                   | 전국방송                   | 전국방송            |